# Placa de Farallon

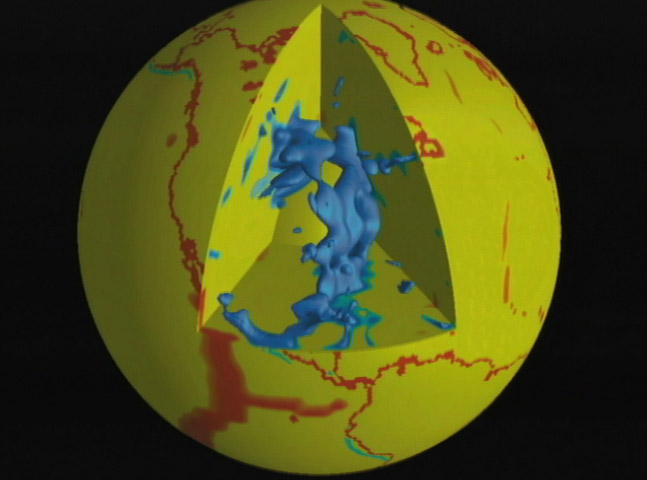
Les restes de la placa Farallón, en el més profund del mantell terrestre.

La Placa de Farallon era una antiga placa oceànica, que va començar a subduir sota la costa oest de la placa nord-americana -llavors situada a l'actual Utah- quan el supercontinent Pangea es va trencar durant el període Juràssic. És anomenada així per les Illes Farallon, que es troben a l'oest de San Francisco, Califòrnia.
Amb el temps, la part central de la placa Farallon va ser completament subduïda sota la part sud-oest de la placa d'Amèrica del Nord. Les restes de la placa Farallon són la Juan de Fuca, placa Explorador i la placa Gorda, subduïdes sota la part nord de la placa nord-americana; la placa de Cocos subduïda sota l'Amèrica Central i la Placa de Nazca que està subduint sota la Placa Sud-americana.
Es creu que gran part de la placa inicialment anava sota Amèrica del Nord (en particular l'oest dels Estats Units i el sud-oest del Canadà) en un angle molt poc profund, creant la major part dels terreny muntanyós de la zona (en particular al sud de les muntanyes Rocoses). Un gran fragment de la placa de subducció es creu que pot estar actualment al mantell a l'est d'Amèrica del Nord. També s'especula que el centre d'expansió associats també va ser subduït i pot ser el responsable de la dislocació que va crear la Basin and Range Province.
La placa Farallon també és responsable del transport dels vells arcs d'illes i diversos fragments de material de l'escorça continental d'altres plaques llunyanes i afegint-les a la placa d'Amèrica del Nord. Aquests fragments d'altres llocs es diuen terrenys (de vegades, terrenys "exòtics"). Gran part de l'oest d'Amèrica del Nord es compon d'aquests tipus de terrenys.